# Espenfeld
Espenfeld is een dorp in de Duitse gemeente Arnstadt in het Ilm-Kreis in Thüringen.

## Geschiedenis
Het dorp wordt voor het eerst vermeld in een oorkonde uit 1273.
Het dorp wordt in 1974 samengevoegd met Siegelbach. In 1994 werd het deel van Arnstadt.
Angelhausen-Oberndorf · Arnstadt · Branchewinda · Dannheim · Dosdorf · Espenfeld · Ettischleben · Görbitzhausen · Hausen · Kettmannshausen · Marlishausen · Neuroda · Reinsfeld · Roda · Rudisleben · Schmerfeld · Siegelbach · Wipfra